# Mussaenda nijensis
Mussaenda nijensis är en måreväxtart som beskrevs av Ronald D'Oyley Good. Mussaenda nijensis ingår i släktet Mussaenda och familjen måreväxter. Inga underarter finns listade i Catalogue of Life.